# 부장 세낭
부장 세낭(말레이어: Bujang Senang)은 말레이시아 사라왁주의 스리아만에 위치한 바탕루파르강에 살았던 식인 바다악어이다. 이 악어에 의해 희생된 마지막 희생자는 1992년 5월 20일에 희생된 이반족 여성 2명이며, 5월 22일에 경찰과 사냥꾼의 합동 포획 작전에서 사살되었다.
사살된 시체는 박제 처리되어 사라왁 주립 박물관에 전시 중이다.